# Макдонел Даглас DC-10
Макдонел Даглас DC-10 (енгл. McDonnell Douglas DC-10) је тромоторни млазни широкотрупни авион развијен у компанији Макдонел Даглас. Први прототип је полетео 29. августа 1970. а у саобраћај је ушао следеће 1971. године. Последњи DC-10 произведен је 1988. а производња је окончана са 446 произведених комада.

## Пројектовање и развој
На основу захтева и техничких спецификација компаније Америкен ерлајнс (енгл. American Airlines), фирма Макдонел Даглас је почела развој широкотрупног авиона који је добио назив DC-10. Прототип је полетео августа месеца 1970. године, а само годину дана касније почела је комерцијална употреба серијских примерака ових авиона. Варијанта DC-10-30 са повећаним долетом полетела је половином седамдесетих година. До 1989. године произведено је 446 авиона DC-10 свих путничких варијанти.
Авион Макдонел Даглас DC-10 је тромоторни авион са два мотора која се налазе окачени на гондолама испод крила, док је  трећи мотор уграђен у вертикалном стабилизатору на репу, што је типична карактеристика овог авиона, као и његовог наследника, MD-11. Од сличног Локида Л-1011 Тристар, који је исто тромоторни авион, се разликује по излазу трећег мотора који је комплетно изнад репа. Код Локида је млазни улаз трећег мотора на почетку вертикалног стабилизатора, док је излаз у самом репу. DC-10 је наследник Дагласа DC-8 на дуголинијским и интерконтиненталним линијама, а конкуренти су му били Боинг 747, Ербас А300 и Локид Л-1011 Тристар. Поред путничких варијанти ових авиона за потребе ратног ваздухопловства САД направљен је авион цистерна за снабдевање борбених авиона у лету. Наследник DC-10 је MD-11.
Седамдесетих година (1972. и 1974. год.) догодиле су се две велике авионске несреће са овим авионима проузроковане некоректним решењем система за забрављивање врата, па су све „десетке“ извесно време биле приземљене док комисија за безбедност авио саобраћаја није утврдила тачан узрок и наредила Макдонел Дагласу да овај недостатак отклони.

### Варијанте авиона Даглас
Авион је продаван у четири цивилне верзије и једној војној: 
- DC-10-10 - произведено 128 примерака
- DC-10-15 - произведено 7 примерака
- DC-10-30 - произведено 206 примерака
- DC-10-40 - произведено 42 примерака
- KC-10 - произведено 60 примерака, варијанта је прављена као војни танкер за допуну горива борбених авиона у ваздуху.

Све верзије су биле истих димензија али различитих перформанси и намена. Сврстава се у широкотрупне авионе, као и Боинг 747 или Локид Л-1011 Тристар.

## Земље које су користиле овај авион
| - Бангладеш - Боливија - Бразил - Данска - Француска - Гана - Грчка - Холандија - Индонезија - Ирска - Италија | - Јужна Кореја - Јапан - Јерменија - Југославија - Јужна Африка - Канада - Малезија - Мали - Нигерија - Нови Зеланд - Пакистан - Перу | - Порторико - САД - Сао Томе и Принципе - Шпанија - Свазиленд - Турска - Уганда - Велика Британија - Венецуела - Заир - Зимбабве |

## Оперативна употреба

### Употреба у свету
У свету је до 2010. године преко 90 авио-компанија користило или још користи авионе Даглас DC-10. Скоро све путничке авио-компаније су већ повукле ове авионе из употребе и замениле их новијим моделима али теретна (карго) верзија је још увек доста популарна. Поред коришћења овог авиона за путнички и теретни саобраћај, неколико ових авиона се у САД и Канади користе као ватрогасни авиони.

### Употреба код нас
Први авион типа DC-10 је слетео на Београдски аеродром 12. децембра 1978. године и добио је име „Никола Тесла“. Други авион овог типа је преузет од произвођача 6. маја 1979. године а добио је име „Едвард Русјан“ по југословенском пилоту првој жртви авио несреће код нас. Трећи је долетео у фебруару 1985. Због свог капацитета као и долета авиони DC-10 се користе за интерконтиненталне летове. Због нараслих потреба у интернационалном саобраћају ЈАТ је изнајмљивао „десетке“ од Ер Африке, Сабене, Мартин ера и Финера. ЈАТ је између 1978. и 2005. имао укупно 9 авиона овог типа у својој флоти, али никада више од 5 истовремено. По дневном налету авиони типа DC-10, ЈАТ је 1990. године био апсолутни рекордер у Европи. Четири DC-10-30 у ЈАТ-овој флоти летела су по 13,22 сата сваког дана, што је уједно и највећи налет по авиону било ког типа остварен код европских превозника. Други по реду је био фински Финер који је са пет истих таквих „десетки“ летео по 12,31 сат дневно. Авиони DC-10-30 су летели у флоти ЈАТ-а до 24. јуна 2005. године када је последњи примерак овог авиона продат.

## Карактеристике авиона Даглас
|                             |            |            |            |            |
| Капацитет путника           | 250 до 380 | 250 до 380 | 250 до 380 | 250 до 380 |
| Највећа тежина при узлетању | 195.045    | 206.385    | 259.460    | 251.700    |
| Долет                       | 6.110      | 7.010      | 10.010     | 9.265      |
| Брзина крстарења            | 910        | 910        | 910        | 910        |
| Дужина                      | 55,50      | 55,00      | 55,00      | 55,00      |
| Распон крила                | 47,39      | 47,39      | 50,41      | 50,41      |
| Висина авиона               | 17,70      | 17,70      | 17,70      | 17,70      |